# Video projektor
Video projektor je uređaj koji prenosi sliku putem svjetlosnog snopa na neku površinu (obično platno ili goli zid). U istom uređaju se vrši transformacija električnog impulsa u osnovne boje koje se mješaju u zavisnosti od boja snimljenih objekata.

## Vanjske poveznice
- Avmax.hr:Sve o projektorima!  Arhivirana inačica izvorne stranice od 6. listopada 2015. (Wayback Machine)